# Marianne Müller (Schauspielerin)

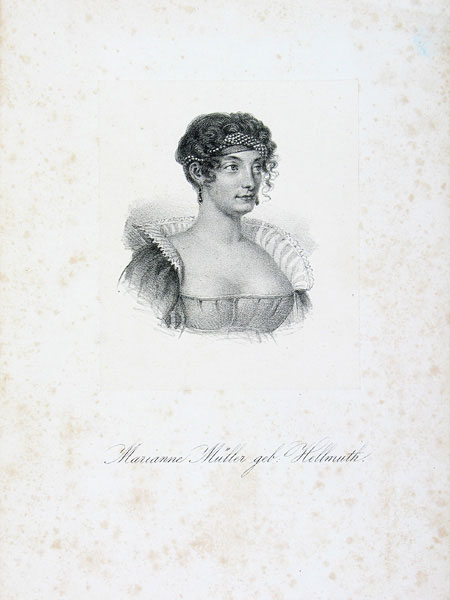
Marianne Müller

Marianne Müller, geborene Marianne Hellmuth (1772 in Mainz – 31. Mai 1851 in Berlin), war eine deutsche Kinderdarstellerin, Theaterschauspielerin und Opernsängerin (Sopran).

## Leben
Müller, die Tochter der Sängerin und Gesangslehrerin Franziska Hellmuth und des Mainzer Hofmusikers Johann Friedrich Hellmuth, hatte schon als Kind ihre ersten Auftritte, so 1780 in Bonn als ‚Gretchen‘ in Dorfgalle, 1785 in Schwedt als ‚Victorine‘ (Eifersucht auf der Probe) und 1788 in Berlin als ‚Röschen‘ im Zauberspiegel.
1787 hatte sie ihr erstes Engagement am Schweriner Hoftheater. 1788/89 wurde sie Mitglied des Königlichen Theaters in Berlin. Dort wurde sie anfangs nur als Schauspielerin eingesetzt und vollzog ihren Übertritt zur Oper nur langsam. Seit 1803 sang sie in Wolfgang Amadeus Mozarts Oper Belmonte und Konstanze (Die Entführung aus dem Serail) die ‚Constanze‘. Im Don Giovanni sang sie ab 1804 die Partie der ‚Donna Elvira‘, ab 1809 die der ‚Donna Anna‘. In Friedrich Schillers Die Jungfrau von Orleans spielte sie über 25 Mal die Rolle der ‚Agnes von Sorel‘. 1792 heiratete sie einen Beamten namens Müller, um danach ab 6. Mai 1794 unter dem Namen „Mad. Müller“ aufzutreten. Am 12. Mai 1794 sang sie in der Berliner Uraufführung der Zauberflöte die ‚Königin der Nacht‘. 1815 erkrankte sie und wurde dadurch gehindert aufzutreten, so dass sie 1816 pensioniert wurde.
Danach zog sie zu ihrer Tochter, einer Pianistin und Schülerin Friedrich Wilkes, nach Ruppin, ging aber später wieder nach Berlin, wo sie auch verstarb.
Ihre Schwester Katharine Hellmuth (vor 1770 – nach 1800) war ebenfalls Schauspielerin und Sängerin.

## Rollen (Auswahl)
- 1788: Rosalie (Doktor und Apotheker); Constanze (Belmont und Constanze); Zemire
- 1790: Cherubin, Elvira
- 1792: Almanzaris (Oberon)
- 1794: Pamina
- 1797: Lodoiska
- 1798: Henriette (Das Sonntagskind)
- 1801: Marie (Blaubart)
- 1802: Amanda (Oberon)
- 1804: Amena (Cäsar auf Pharmakusa)
- 1808: Sophie (Sargines)
- 1806: Ilia (Idomeneo)
- 1809: Agnes Sorel, Donna Anna
- 1812: Mechtilde (Silvana)
- 1813: Prinzessin (Johann von Paris)